# Benthuizerpolder
De Benthuizerpolder is een poldergebied en een voormalig waterschap in de gemeenten Alphen aan den Rijn (voorheen Rijnwoude, daarvoor Benthuizen) en Zoeterwoude, in de Nederlandse provincie Zuid-Holland.
Het waterschap was in 1957 ontstaan uit de samenvoeging van:
- Drooggemaakte Gelderwoudsche Polder
- Benthuizer Noord- en Zuidpolder met de Benthornerpolder

Dit laatste waterschap omvatte de Benthuizer Noordpolder met de Nieuwe polder, de Benthuizer Zuidpolder met de Ouwenpolder, de Benhornerpolder en de polder De Hil.
Het waterschap was verantwoordelijk voor de waterhuishouding in de polders.